# Lovatens
Lovatens är en ort och kommun  i distriktet Broye-Vully i kantonen Vaud, Schweiz. Kommunen har 141 invånare (2023).